# راکالموتو
راکالموتو (به ایتالیایی: Racalmuto) یک کومونه در ایتالیا است که در استان آگریجنتو واقع شده‌است.

## خصوصیات
راکالموتو ۶۸٫۳ کیلومترمربع مساحت و ۸٬۸۳۳ نفر جمعیت دارد و ۴۵۵ متر بالاتر از سطح دریا واقع شده‌است.

## خواهرخوانده
شهرهای همیلتون (انتاریو) و فینال لیگور خواهرخوانده‌های راکالموتو هستند.